# Salif Coulibaly
Salif Coulibaly (Bamako, 1988. május 13. –) mali válogatott labdarúgó, jelenleg a TP Mazembe játékosa.

## Sikerei, díjai
Djoliba
- Mali bajnok (1): 2011–12

TP Mazembe
- Kongói DK bajnok (1): 2013